# Образование планет и планетарных систем
Образование планет и планетарных систем — набор процессов формирования и эволюции отдельных планет и планетарных систем.
Полной ясности в том, какие процессы идут при формировании планет и какие из них доминируют, до сих пор нет. Обобщая наблюдательные данные, можно утверждать лишь то, что:
- Они образуются ещё до момента рассеяния протопланетного диска.
- Значительную роль в формировании играет аккреция.
- Обогащение тяжёлыми химическими элементами идёт за счёт планетезималей.

## Теории формирования
Отправная точка всех рассуждений о пути формирования планет — газопылевой (протопланетный) диск вокруг формирующейся звезды. Сценариев, как из него получились планеты, существует два типа:
1. Доминирующий на данный момент — аккреционный. Предполагает формирования из первоначальных планетозималей.
2. Второй полагает, что планеты сформировались из первоначальных «сгущений», впоследствии сколлапсировавших.

Окончательно формирование планеты прекращается, когда в молодой звезде зажигаются ядерные реакции и она рассеивает протопланетный диск, за счёт давления солнечного ветра, эффекта Пойнтинга — Робертсона и прочих.

#### Аккреционный сценарий
Вначале из пыли образуются первые планетозимали. Существует две гипотезы как это происходит:
- Одна утверждает, что они растут из-за парного столкновения очень маленьких тел.
- Вторая, что планетозимали формируются в ходе гравитационного коллапса в средней части протопланетного газопылевого диска.

По мере роста возникают доминирующие планетозимали, которые впоследствии станут протопланетами. Расчёт темпов их роста довольно разнообразен. Однако базой для них служат уравнение Сафронова:
{\displaystyle {\frac {dM}{dt}}=\pi R^{2}F_{G}\Sigma _{p}{\sqrt {\frac {GM_{*}}{a^{3}}}}},
где R — размер тела, a — радиус его орбиты, M* — масса звезды, Σp — поверхностная плотность планетозимальной области, а FG — так называемый параметр фокусировки, ключевой в данном уравнении, для различных ситуаций он определяется по-своему. Расти такие тела могут не до бесконечности, а ровно до того момента пока есть небольшие планетозимали в их окрестностях, пограничная масса (так называемой массой изоляции) при этом получается:
{\displaystyle M={\frac {{\sqrt {M}}(4\pi a^{3}\Sigma _{p})^{\frac {3}{2}}}{3M_{*}}}}
В типичных условиях она варьирует от 0,01 до 0,1 M⊕ — это уже является протопланетой. Дальнейшее развитие протопланеты может следовать по следующим сценариям, один из которых приводит к образованию планет с твёрдой поверхностью, другой — к газовым гигантам.
В первом случае, тела с изолированной массой тем или иным образом увеличивают эксцентриситет и их орбиты пересекаются. В ходе череды поглощений более мелких протопланет образуются планеты подобные Земле.
Планета-гигант может образоваться если вокруг протопланеты останется много газа из протопланетного диска. Тогда в роли ведущего процесса дальнейшего приращения массы начинает выступать аккреция. Полная система уравнений описывающий данный процесс:
{\displaystyle {\frac {dr}{dm}}={\frac {1}{4\pi \rho r^{2}}}}(1)
{\displaystyle {\frac {dP}{dm}}=-{\frac {G(m+M_{core})}{4\pi r^{4}}}}(2)
{\displaystyle {\frac {dL}{dm}}=\epsilon -T{\frac {\partial S}{\partial t}}} (3)
{\displaystyle {\frac {dP}{dT}}=P(T)}
Смысл выписанных уравнений следующий (1) — предполагается сферическая симметрия и однородность протопланеты, (2) предполагается, что имеет место гидростатическое равновесие, (3) Нагрев идёт при столкновении с планетозималями, а охлаждение происходит только за счёт излучения. (4) — уравнения состояние газа.
Рост ядра будущей планеты-гиганта продолжается до M~10⊕ Примерно на этом этапе гидростатическое равновесие нарушается. С этого момента весь аккрецирующий газ уходит на формирование атмосферы планеты-гиганта.

#### Трудности аккреционного сценария
Первые же трудности возникают в механизмах формирования планетозималей. Общей проблемой для обеих гипотез является проблема «метрового барьера»: любое тело в газовом диске постепенно сокращает радиус своей орбиты, и на определённом расстоянии просто сгорит. Для тел размером порядка одного метра, скорость подобного дрейфа наибольшая, а характерное время гораздо меньше необходимого, чтобы планетозималь значительно увеличила свой размер.
Кроме того, в гипотезе слияния метровые планетозимали при столкновении скорее разрушатся на многочисленные мелкие части, нежели образуют единое тело.
Для гипотезы формирования планетозималей в ходе фрагментации диска, классической проблемой была турбулентность. Однако, возможное её решение, а заодно и проблемы метрового барьера, было получено в недавних работах. Если в ранних попытках решений основной проблемой являлась турбулентность, то в новом подходе этой проблемы нет как таковой. Турбулентность может сгруппировать плотные твёрдые частицы, а вместе с потоковой неустойчивостью возможно образование гравитационно-связанного кластера, за время гораздо меньшее, чем время дрейфа к звезде метровых планетозималей.
Вторая проблема — это сам механизм роста массы:
1. Наблюдаемое распределение размеров в поясе астероидов невозможно воспроизвести в данном сценарии[2]. Скорее всего, первоначальные размеры плотных объектов 10-100 км. Но это значит, что средняя скорость планетозималей снижается, а значит, снижается скорость формирования ядер. И для планет-гигантов это становится проблемой: ядро не успевает сформироваться до того, как протопланетный диск рассеется.
2. Время роста массы сравнимо с масштабом некоторых динамических эффектов, способных повлиять на темпы роста. Однако произвести достоверные расчёты на данный момент не предоставляется возможным: одна планета с околоземной массой должна содержать не менее 108 планетозималей.

#### Сценарий гравитационного коллапса
Как и в любом самогравитирующем объекте, в протопланетном диске могут развиваться нестабильности. Впервые эту возможность рассмотрел Тумре (Toomre) в 1981 году. Оказалось, что диск начинает распадаться на отдельные кольца если
{\displaystyle Q={\frac {c_{s}k}{\pi G\Sigma }}<1}
где cs — скорость звука в протопланетном диске, k — эпициклическая частота.
Сегодня параметр Q носит название «параметр Тумре», а сам сценарий называется неустойчивостью Тумре.
Время, за которое диск будет разрушен, сравнимо со временем охлаждения диска и высчитывается сходным образом со временем Гельмгольца для звезды.

#### Трудности сценария гравитационного коллапса
Требуется сверхмассивный протопланетный диск.

## Экзопланеты в двойных системах

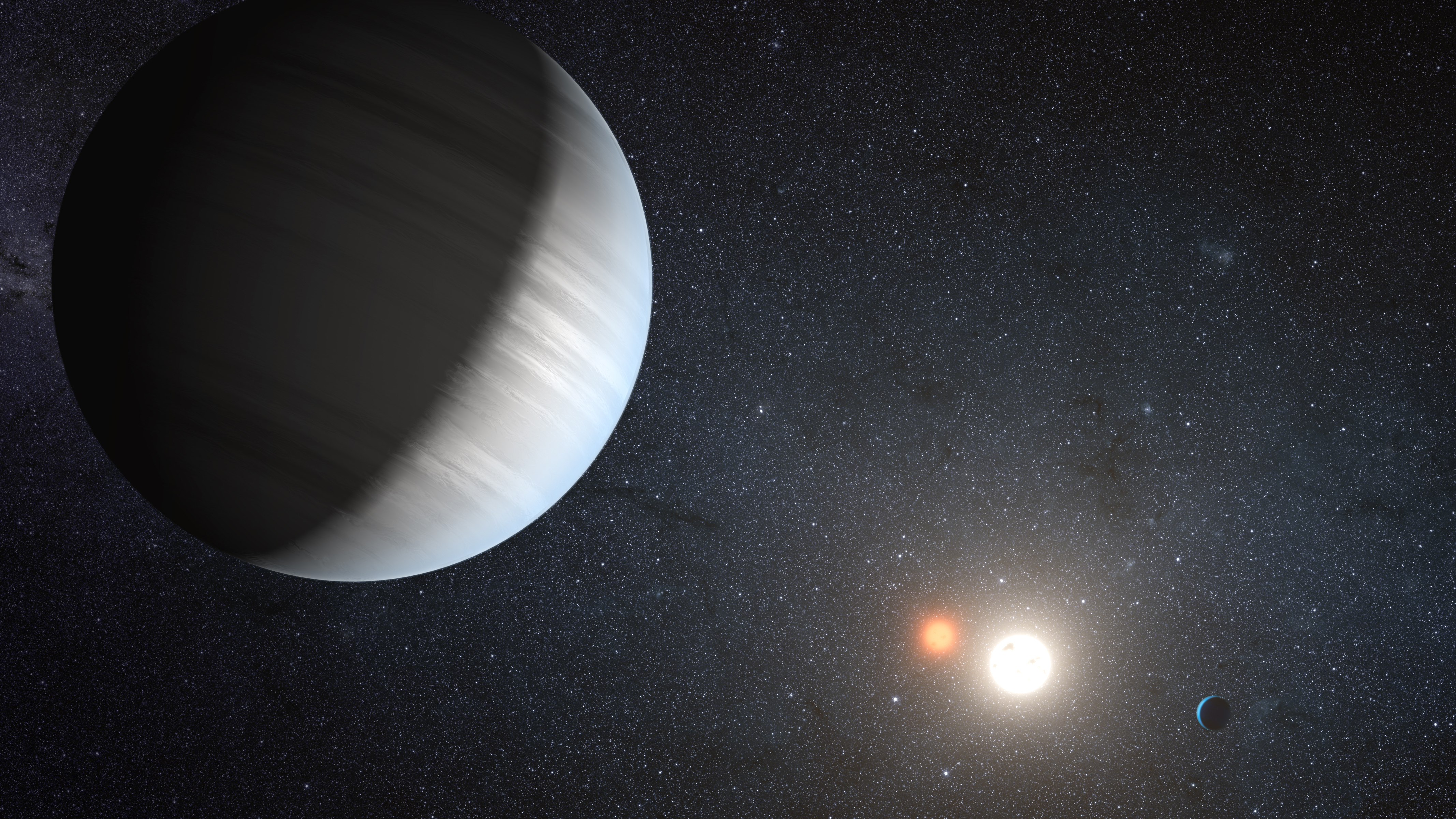
Экзопланета, находящаяся в двойной системе Kepler-47 глазами художника.

Из более чем 800 ныне известных экзопланет число обращающихся вокруг одиночных звёзд значительно превышает число планет найденных в звёздных системах разной кратности. По последним данным последних насчитывается 64.
Экзопланеты в двойных системах принято разделять по конфигурациям их орбит:
- Экзопланеты S-класса обращаются вокруг одного из компонентов. Таковых 57.
- К P-классу относят обращающихся вокруг обоих компонентов. Таковые обнаружены у NN Ser, DP Leo, HU Aqr, UZ For, Kepler-16 (AB)b, Kepler-34 (AB)b, and Kepler-35 (AB)b.

Если попытаться провести статистику, то выяснится:
1. Значительная часть планет обитают в системах, где компоненты разделены в пределах от 35 до 100 а. е. , концентрируясь вокруг значения в 20 а. е.
2. Планеты в широких системах (> 100 а. е.) имеют массу от 0.01 до 10 MJ (почти как и для одиночных звёзд), в то время как массы планет для систем с меньшим разделением лежат от 0.1 до 10 MJ
3. Планеты в широких системах всегда одиночные
4. Распределение эксцентриситетов орбиты отличается от одиночных, достигая значений e = 0.925 и e = 0.935.

### Важные особенности процессов формирования
Обрезание протопланетного диска. В то время как у одиночных звёзд протопланетный диск может тянуться вплоть до пояса Койпера (30-50 а. е.), то в двойных звезд его размер обрезается воздействием второго компонента. Таким образом протяжённость протопланетного диска в 2-5 раз меньше расстояния между компонентами.
Искривление протопланетного диска. Оставшийся после обрезания диск продолжает испытывать влияние второго компонента и начинает вытягиваться, деформироваться, сплетаться и даже разрываться. Также такой диск начинает прецессировать.
Сокращение времени жизни протопланетного диска Для широких двойных систем, как и для одиночных, время жизни протопланетного диска составляет 1-10 млн лет. Однако для систем с расстоянием между компонентами менее 40 а. е. время жизни протопланетного диска составляет 0.1-1 млн лет.

### Планетозимальный сценарий образования
Каждую звезду окружает диск из оставшегося вещества, которого достаточно для образования планет. Молодые диски в основном содержат водород и гелий. В их горячих внутренних областях частицы пыли испаряются, а в холодных и разреженных внешних слоях частицы пыли сохраняются и растут по мере конденсации на них пара.
Частицы пыли в протопланетном диске, хаотически двигаясь вместе с потоками газа, сталкиваются друг с другом и при этом иногда слипаются, иногда разрушаются. Пылинки поглощают свет звезды и переизлучают его в длинноволновом инфракрасном диапазоне, передавая тепло в самые темные внутренние области диска. Температура, плотность и давление газа в целом снижаются с удалением от звезды. Из-за баланса давления, гравитации и центробежной силы скорость вращения газа вокруг звезды меньше, чем у свободного тела на таком же расстоянии.
В результате пылинки размером более нескольких миллиметров опережают газ, поэтому встречный ветер тормозит их и вынуждает по спирали опускаться к звезде. Чем крупнее становятся эти частицы, тем быстрее они движутся вниз.
Приближаясь к звезде, частицы нагреваются, и постепенно вода и другие вещества с низкой температурой кипения, называемые летучими веществами, испаряются. Расстояние, на котором это происходит, — так называемая «линия льда», — составляет 2–4 астрономических единицы (а.е.). В Солнечной системе это как раз нечто среднее между орбитами Марса и Юпитера (радиус орбиты Земли равен 1 а.е.). Линия льда делит планетную систему на внутреннюю область, лишенную летучих веществ и содержащую твердые тела, и внешнюю, богатую летучими веществами и содержащую ледяные тела.
На самой линии льда накапливаются молекулы воды, испарившиеся из пылинок, что служит пусковым механизмом для целого каскада явлений. В этой области происходит разрыв в параметрах газа, и возникает скачок давления. Баланс сил заставляет газ ускорять свое движение вокруг центральной звезды. В результате попадающие сюда частицы оказываются под влиянием не встречного, а попутного ветра, подгоняющего их вперед и останавливающего их миграцию внутрь диска. А поскольку из его внешних слоев продолжают поступать частицы, линия льда превращается в полосу его скопления.
Скапливаясь, частицы сталкиваются и растут. Некоторые из них прорываются за линию льда и продолжают миграцию внутрь; нагреваясь, они покрываются жидкой грязью и сложными молекулами, что делает их более липкими. Некоторые области настолько заполняются пылью, что взаимное гравитационное притяжение частиц ускоряет их рост. Постепенно пылинки собираются в тела километрового размера, называемые планетезималями, которые на последней стадии формирования планет сгребают почти всю первичную пыль. 

### Несовместные сценарии образования
Существуют сценарии в которых изначальная, сразу после формирования, конфигурация планетной системы отличается от текущей и была достигнута в ходе дальнейшей эволюции.
- Один из таких сценариев — захват планеты у другой звезды. Так как двойная звезда имеет гораздо больше сечения взаимодействия, то и вероятность столкновения и захват планеты у другой звезды существенно выше.
- Второй сценарий предполагает, что в ходе эволюции одного из компонентов, уже на стадиях после главной последовательности в изначальной планетарной системе возникают нестабильности. В результате которых планета покидает изначальную орбиту и становится общей для обоих компонент.

## Экзопланеты в звёздных скоплениях
Возможно существование планет, принадлежащих или обращающихся вокруг звёздных скоплений.